# Mieczysław Herman
Mieczysław Herman (ur. 8 października 1911 w Starzynach, zm. 14 sierpnia 1973 w Częstochowie) – polski nauczyciel, geograf, dyrektor liceum im. Romualda Traugutta w Częstochowie.

## Życiorys
Urodził się 8 października 1911 roku w Starzynach, znajdujących się obecnie w gminie Szczekociny, powiecie zawierciańskim, województwie śląskim.
Po ukończeniu wszystkich szkół uprawniających do pracy nauczycielskiej i odbyciu praktyki do wybuchu wojny pracował w szkole.
W czasie okupacji zaangażował się wraz z żoną w proces tajnego nauczania; studiował też na tajnych kompletach język polski, geografię i historię.

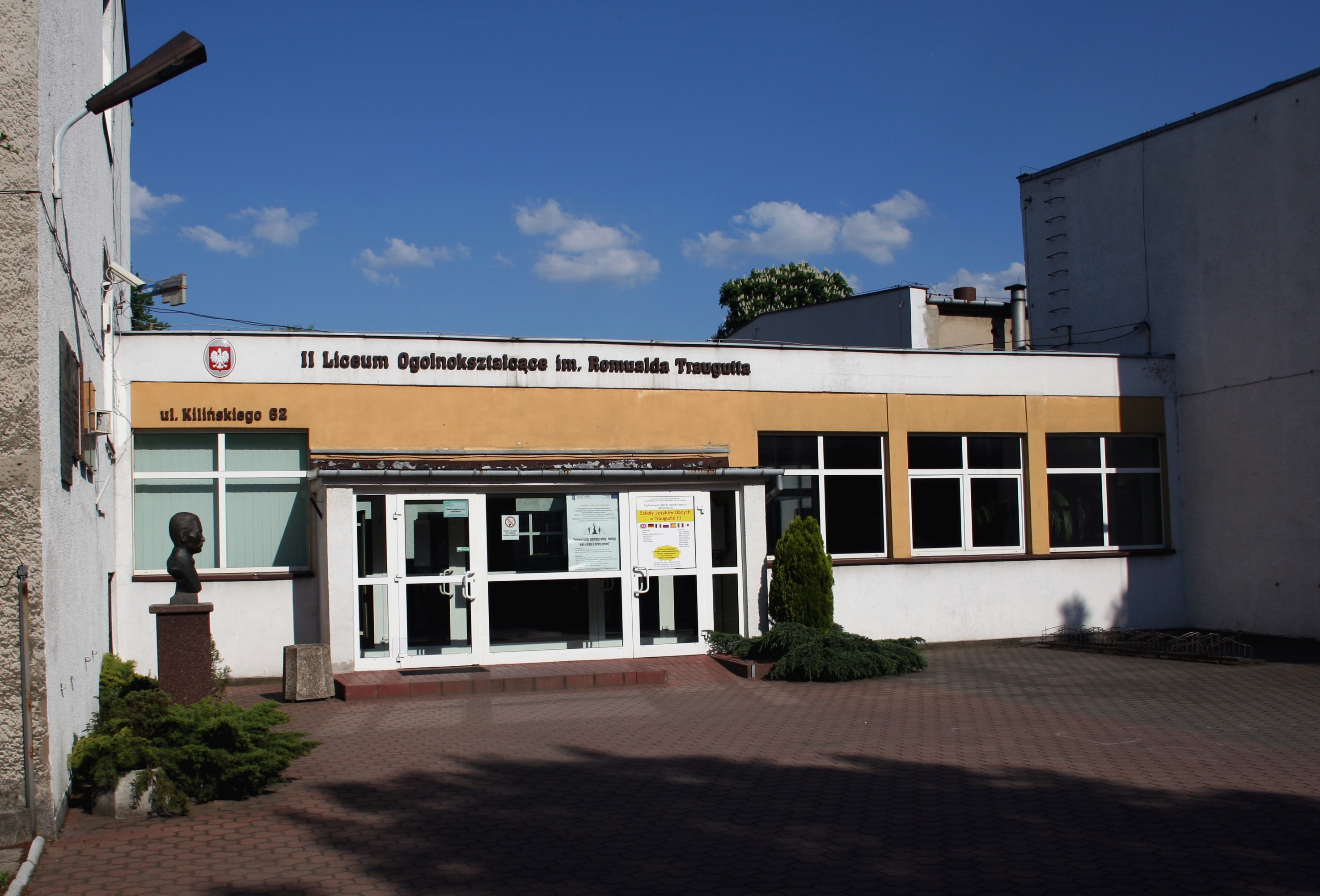
Nowy budynek Liceum im. Romualda Traugutta

Na skutek denuncjacji w październiku 1941 r. osadzony został w więzieniu i po krótkim śledztwie, jako więzień polityczny, w marcu 1942 r. został wysłany do obozu w Groß-Rosen. We wrześniu tego roku niespodziewanie został przewieziony do obozu w Dachau, gdzie doczekał się końca wojny. W obozie w Dachau poddawany był pseudonaukowym eksperymentom, które zaważyły na jego życiu w czasie późniejszej choroby. Opis literacki pobytu w obozie w Dachau znajduje się w książce współwięźnia, Feliksa Raka.
Po wyzwoleniu wrócił do kraju przez Jugosławię i Austrię; podjął niezwłocznie pracę nauczycielską w różnych placówkach. W roku 1949 ukończył geografię i geologię na Państwowym Wyższym Kursie Nauczycielskim, a w 1951 r. objął stanowisko dyrektora Liceum im. Romualda Traugutta. W czasie piastowania tej funkcji poza pracą działał w lokalnej spółdzielczości. W latach 1953–1955 wytrwale zabiegał o poprawę warunków lokalowych szkoły, m.in. prowadząc pertraktacje z władzami szkolnymi i miejskimi; zaangażował w te działania komitet rodzicielski. Uznaje się, że jego zasługą jest wybudowanie dla Liceum nowej siedziby (na zdjęciu obok). Zanim ukończono budowę Mieczysław Herman na własną prośbę zrezygnował ze stanowiska dyrektora, aby jako nauczyciel i jednocześnie wizytator móc służyć nie tylko młodzieży, ale i być pomocnym nauczycielom w ich pracy.
Pracował nieprzerwanie do 1970 r., gdy dotknęła go ciężka i nieuleczalna choroba. Zmarł 14 sierpnia 1973 r. Pochowany został w Częstochowie na cmentarzu Kule.